# Piwnica pod Fortuną
Piwnica pod Fortuną (czasem nazywana także Winiarnią pod Fortuną) – pomieszczenie z zabytkowymi polichromiami w kamienicy Lubomelskich przy Rynku 8 w Lublinie. Do lutego 2018 roku zespołem piwnic pod kamienicą (wśród których jest i ta z malowidłami) zarządzała Lubelska Regionalna Organizacja Turystyczna; od tego czasu miejscem opiekuje się Lubelska Trasa Podziemna Ośrodka „Brama Grodzka – Teatr NN”. Piwnica jest placówką całoroczną, czynną codziennie. Wstęp jest płatny.
Powstałe po roku 1596 późnorenesansowe malowidła są rzadkim w Polsce przykładem świeckich mieszczańskich malowideł ściennych o tematyce emblematycznej.

## Charakterystyka przedstawień

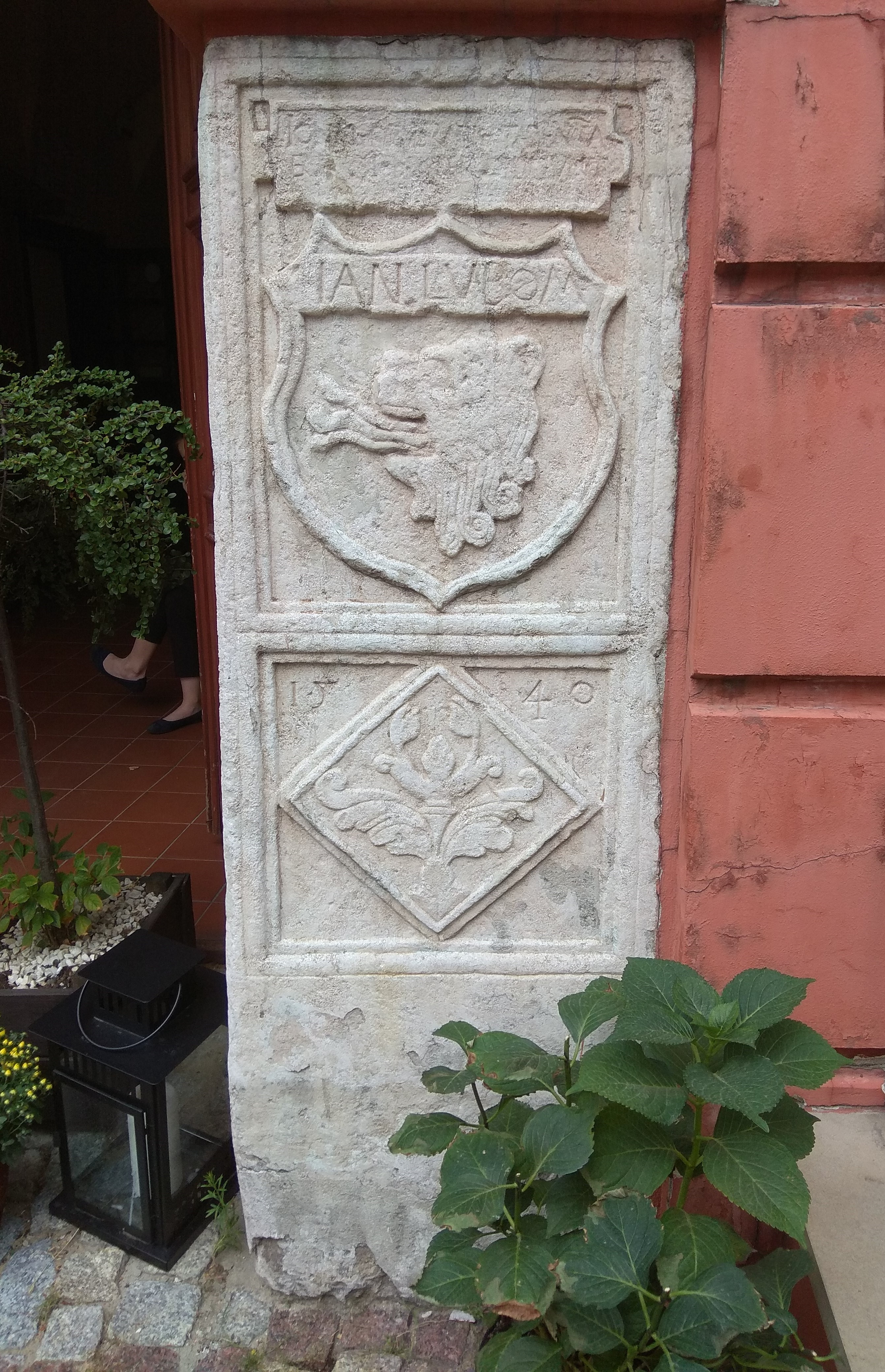
Kamienna płyta na ościeżu przejazdu kamienicy z napisem IAN LVBOM, datą 1540, herbem Lubomelskich Zadora oraz nieodczytaną łacińską inskrypcją

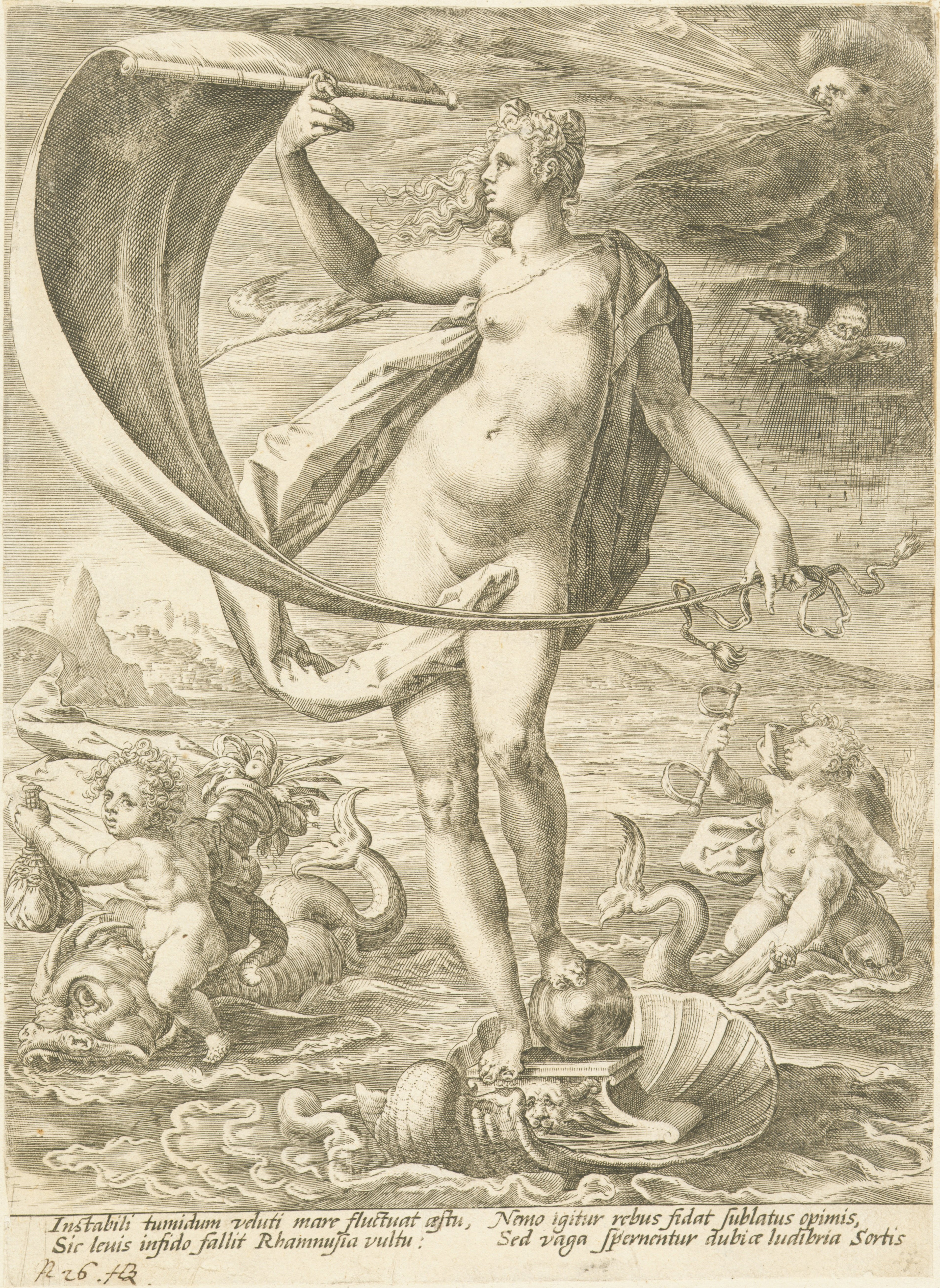
Rycina Hendricka Goltziusa, przez pewien czas postrzegana jako jeden z możliwych wzorców dla „lubelskiej” Fortuny

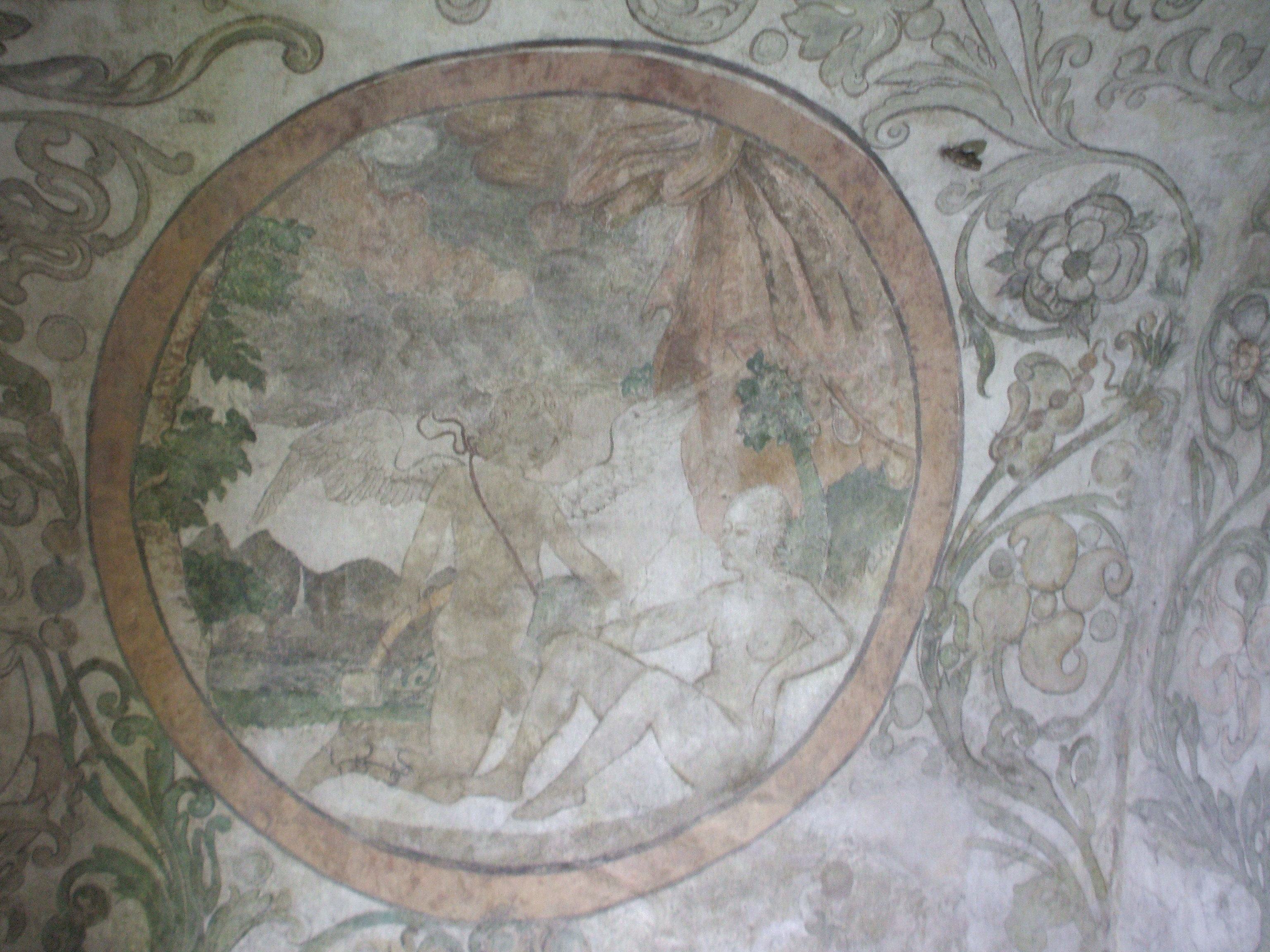
Fragment renesansowych polichromii w Winiarni pod Fortuną. Scena „Amor i Wenus” na podstawie ryciny Heinricha Ulricha

Pierwsze wzmianki pisemne o kamienicy Lubomelskich w Lublinie datowane są na 1522 rok. W 1540 roku Jan Lubomelski przeprowadził istotną przebudowę nieruchomości, świadectwem czego jest widoczna na ościeżu przejazdu kamienna płyta. 35 lat później miasto strawił wielki pożar; nie wiadomo jednak, w jakim stopniu ucierpiała w nim kamienica Lubomelskich.
Pomieszczenie z malowidłami znajduje się na pierwszej kondygnacji piwnic we wschodniej części kamienicy. Kondygnacja jest murowana z wapienia; wnętrza izby są pokryte wapiennym tynkiem. Pomieszczenie ma 7,10 m długości, 2,7 m szerokości, a wysokość kolebkowego sklepienia wynosi 2,45 m. Ściany i sklepienie piwnicy pokrywają polichromie o łącznej powierzchni 60,57 m².
Swoją nazwę piwnica zawdzięcza przedstawieniu Fortuny, znajdującym się na sklepieniu. Naga kobieca postać trzyma w ręku jasną tkaninę, wygiętą wiejącym wiatrem. Stoi na kuli umieszczonej w muszli. Jej łono jest zasłonięte czerwoną, również targaną wiatrem, tkaniną.
Kompozycja składa się z dziesięciu pól obrazowych (obecnie czytelnych jest tylko dziewięć, być może było ich więcej). Sześć z nich zamkniętych jest w ramach prostokątnych, jedno w tondzie, jedno wypełnia stożkowatą kapę kominka, a przedstawienie Fortuny znajdujące się na sklepieniu ujęte jest w dekoracyjną ramę w kształcie owalu. Przestrzeń pomiędzy obrazami wypełnia bogata wić roślinna. Obrazom towarzyszą inskrypcje w kartuszach. Dwie inskrypcje nie są powiązane z obrazami.

### Wzory dla polichromii
Przez długi czas jedynym obszernym opracowaniem naukowym na temat piwnicy i jej malowideł była praca Józefa Edwarda Dutkiewicza Malowidła z XVI w. w tzw. Winiarni w Lublinie, opublikowana w 1957 roku. Opublikowany w 2018 roku artykuł Urszuli Gulbińskiej-Konopy i Łukasza Konopy Odnalezione wzory graficzne późnorenesansowych polichromii w tzw. Piwnicy pod Fortuną w kamienicy Lubomelskich w Lublinie rzucił nowe światło na historię malowideł, co pozwoliło zweryfikować ustalenia Dutkiewicza. Sprostowano między innymi tezę, jakoby malowidła powstały za życia właściciela kamienicy, Erazma Lubomelskiego (zmarł w 1586 roku), i przesunięto prawdopodobny czas ich powstania na początek XVII w.
Obecnie (2019) wiadomo, że siedem scen znajdujących się na ścianach piwnicy zostało namalowanych na podstawie rycin z książki emblematycznej Emblemata saecularia... autorstwa Johanna Theodora i Johanna Israela de Bry, po raz pierwszy opublikowanej w 1596 roku we Frankfurcie nad Menem, a dwie zostały oparte na miedziorytach autorstwa Heinricha Ulricha z Norymbergi. Na podstawie tych źródeł można przyjąć, że rok 1596 stanowi terminus post quem dla dekoracji malarskiej. Sceny zaczerpnięte z dzieła braci de Bry to: Heracletus et Democritus (Heraklit i Demokryt), Arbor virginifera (dosł. Drzewo pannonośne), Trutina nupturientium (Rada dla mających zawrzeć małżeństwo albo Waga mających zawrzeć małżeństwo), Connubia coeca (Ślepe małżeństwo), Speculum morosophum (dosł. Lustro głupiomądrych), Simia rugata (Małpa w kryzie), Amor vincit omnia (Miłość wszystko zwycięża). Na podstawie grafik Heinricha Ulricha namalowano umieszczoną w tondzie scenę przedstawiającą Amora i Wenus oraz postać Fortuny stojącej na kuli umieszczonej w muszli. Zapewne z ryciny przedstawiającej Fortunę pochodzi również towarzysząca jej inskrypcja autorstwa Corneliusa Schonaeusa, której brzmienie jest następujące:
| Tekst po łacinie | Tłumaczenie na polski |
| --- | --- |
| IN FORTUNAE MOBILITATEM Instabili tumidum veluti mare fluctuat aestu, Sic levis infido fallit Rhamnusia vultu. Nemo igitur rebus fidat sublatus opimis, Sed vaga spernantur dubiae ludibria Sortis | NA ZMIENNOŚĆ FORTUNY Tak jak wzburzone morze faluje niepewnym pływem, Tak kapryśna Rhamnusia zwodzi wiarołomnym obliczem. Niech zatem nikt wywyższony [u władzy] nie pokłada ufności w dobrobycie, Lecz niech odrzucone zostaną niepewne igraszki zmiennego losu |

## Historia pomieszczenia
Wydrapana na jednej ze ścian data „1679” pozwala przypuszczać, że w drugiej połowie XVII wieku miejsce to było jeszcze odwiedzane. Data ta może być jednocześnie traktowana jako terminus ante quem dla powstania malowideł. W 1782 roku właściciel kamienicy Franciszek Makarewicz w trakcie remontu kamienicy prawdopodobnie zamurował okno i wejście znajdujące się od strony Rynku, co może świadczyć o tym, że piwnica zmieniła swoją funkcję. Prawdopodobnie od tego momentu zaczyna się okres najpoważniejszego niszczenia polichromii.
W 1901 roku o malowidłach przypomniała Maria Ronikierowa w przewodniku po Lublinie:

W piwnicach na ścianach są ślady malowideł i napisów, w językach: łacińskim i niemieckim. Była tu winiarnia, w której bawiła się palestra, z leżącego naprzeciwko trybunału, i kupcy na jarmarki zjeżdżający.

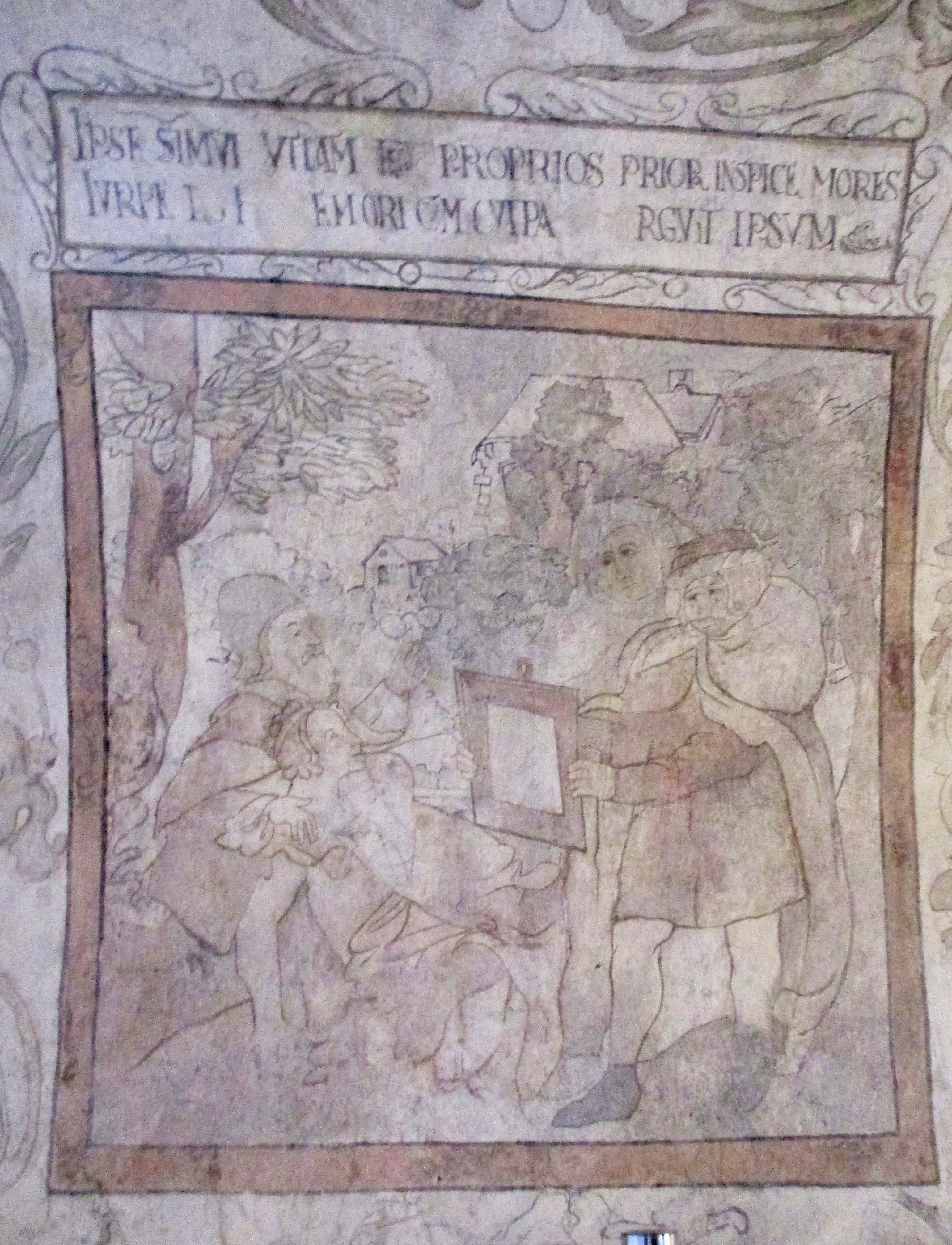
Przykład błędnej rekonstrukcji malowidła: na ścianie wschodniej znajduje się przedstawienie czterech postaci pod drzewem. Wśród nich jest młoda kobieta o odsłoniętej prawej piersi, ale wg ustaleń z 2018 roku pierwotnie miał to być ubrany mężczyzna w dojrzałym wieku

Wskutek długotrwałego pozbawienia pomieszczenia wentylacji i spowodowanego tym zawilgocenia ścian, część malowideł zachowała się w bardzo złym stanie. Nie sprzyjał zabytkowi sposób wykorzystania piwnicy: w latach 30. XX wieku magazynowano tu jabłka. Powierzchnia malowana na wysokości ok. 1 m od posadzki została całkowicie zniszczona. Wpłynęło to na późniejszą, miejscami błędną, rekonstrukcję oraz interpretację przedstawień.
Pierwszą konserwację przeprowadzono w latach 1937–1939 pod kierunkiem Józefa Edwarda Dutkiewicza, ówczesnego miejskiego konserwatora zabytków. W ramach tych prac przywrócono wejście do piwnic od Rynku oraz okno w Winiarni, a znajdujące się w katastrofalnym stanie polichromie podklejono i wzmocniono. Konserwacji nie dokończono ze względu na wybuch wojny.
Z powodu obecnego wśród inskrypcji napisu w języku niemieckim, malowidłami zainteresowały się niemieckie władze okupacyjne. Podczas prac przeprowadzonych w 1942 roku polichromie zostały odgrzybione, oczyszczone z kurzu i brudu oraz przemalowane.
Po II wojnie światowej sąsiadujące pomieszczenia i sama Winiarnia kilka razy zmieniały użytkowników. Funkcjonowała tu siedziba klubu studenckiego, punkt fotograficzny, gabinet fryzjerski, galeria sztuki, restauracja „Piwnica pod Fortuną”, antykwariat oraz multimedialna ekspozycja dotyczącą historii miasta „Piwnica pod Fortuną – multimedialna historia Lublina”. Zła izolacja kamienicy i wynikająca stąd wilgoć były stałym zagrożeniem dla malowideł, stąd konieczność kolejnych zabiegów konserwatorskich, które przeprowadzono w latach: 1960, 1974, 1982, 1998–1999 oraz 2007.
Miejsce jest udostępniane do zwiedzania od 2012 roku. W latach 2012–2018 w podziemiach obok Piwnicy prezentowana była multimedialna ekspozycja, poświęcona historii Lublina. W dziesięciu salach prezentowane były wystawy: centrum i peryferia; dom mieszczański z przełomu XVI/XVII wieku i jego życie; życie duchowe/skrzyżowanie kultur i religii (3 sale: katolicy i protestanci, prawosławni, żydzi); Trybunał/Podziemia i mroki; ulica lubelska; Lublin przemysłowy – II połowa XIX wieku; sala z malowidłami.
Od wiosny 2018 roku trwały prace nad nową ekspozycją. W tym czasie zwiedzającym były udostępniane jedynie zabytkowe malowidła. Od 2. połowy 2022 roku w pomieszczeniach obok Piwnicy działa Teatr Imaginarium.